# كادكي
كادكي (بالإنجليزية: CADKEY) هو تطبيق برمجي للتصميم الميكانيكي ثنائي وثلاثي الأبعاد (2D/3D CAD)، صُمم لتشغيله على أنظمة التشغيل دوس، مايكروسوفت ويندوز، وسولاريس. تم إصداره لأول مرة عام 1984 لنظام دوس، وكان من أوائل برامج التصميم التي توفر إمكانيات ثلاثية الأبعاد على الحواسيب الشخصية.

## التاريخ والتطوير
تأسست شركة Micro Control Systems في عام 1984، وطوّرت برنامج CADKEY بهدف تقديم أداة تصميم احترافية تعمل على أجهزة الكمبيوتر الشخصية بدلًا من محطات العمل المكلفة. سرعان ما اكتسب البرنامج شهرة واسعة بين المهندسين ومصممي الميكانيك بسبب قدراته ثلاثية الأبعاد التي كانت نادرة في ذلك الوقت.
في أوائل التسعينيات، تمت إعادة هيكلة الشركة وأُعيد إصدار البرنامج بإصدارات متوافقة مع نظام ويندوز، مع تحسينات على واجهة الاستخدام ودعم أفضل للنمذجة ثلاثية الأبعاد.

## الإصدارات المتعاقبة
شهد البرنامج عددًا من الإصدارات الرئيسية عبر السنوات، منها:
- CADKEY 3 (1987): أول إصدار يدعم ملفات IGES لتبادل البيانات الهندسية.
- CADKEY 5 (1990): دعم واجهة المستخدم الرسومية وتوسعة في أدوات ثلاثية الأبعاد.
- CADKEY for Windows (1995): انتقال البرنامج إلى بيئة ويندوز.
- CADKEY 98 و CADKEY 99: تحسينات على النمذجة الصلبة ودمج أدوات تحليلية جديدة.
- CADKEY 2001: الإصدار الأخير قبل أن يتم دمجه ضمن KeyCreator.[3]

## التوقف والدمج
في عام 2003، تم دمج CADKEY مع منتجات أخرى ليُصبح جزءًا من برمجية KeyCreator، التي واصلت تطوير العديد من مفاهيم وأساسيات CADKEY في بيئة أكثر حداثة وتوافقًا مع النماذج الصلبة المتقدمة.

## المقارنة مع برمجيات CAD الأخرى
على الرغم من ريادته المبكرة، واجه CADKEY منافسة شديدة من برمجيات أخرى، مثل:
- أوتوكاد: كان أكثر شيوعًا في مجالات المعمار والهندسة المدنية، مع تركيز أكبر على الرسومات ثنائية الأبعاد.
- سوليد ووركس: تفوّق لاحقًا في النمذجة ثلاثية الأبعاد والمعالجة الهندسية المتقدمة.
- Pro/ENGINEER: وفر بيئة متكاملة للتصميم والتحليل الهندسي منذ التسعينيات.

مع تطوّر تقنيات الواجهة الرسومية والمحاكاة والتحليل، بدأ CADKEY يفقد حصته السوقية تدريجيًا لصالح تلك البرمجيات الأكثر تطورًا وتكاملاً.

## المميزات
- تصميم ميكانيكي ثنائي وثلاثي الأبعاد
- دعم للطبقات والرسومات الفنية الدقيقة
- توافق مع أنظمة تشغيل متعددة (DOS، Windows، Solaris)
- واجهة أوامر مبنية على القوائم ولوحة المفاتيح

## الاستخدام
استخدم البرنامج على نطاق واسع في الصناعة الهندسية والمجال الأكاديمي خلال الثمانينيات والتسعينيات، خصوصًا في تصميم الآلات والقطع الصناعية، قبل أن تتفوق عليه برمجيات أخرى مثل سوليد ووركس وAutoCAD في السوق التجارية.